# Football Club Crotone Calcio 1999-2000
Questa voce raccoglie le informazioni riguardanti il Football Club Crotone Calcio nelle competizioni ufficiali della stagione sportiva 1999-2000.

## Stagione
Nella stagione 1999-2000 il Crotone disputa il girone B del campionato di Serie C1, vincendolo con 69 punti e ottenendo per la prima volta nella sua storia la promozione in Serie B. L'Ancona, vincendo i play-off, ottiene la seconda promozione.
Guidati dal sardo Antonello Cuccureddu i pitagorici disputano un torneo di livello, primeggiando già al termine del girone di andata, chiuso a quota 35 punti. Ne ottengono altri 34 nella tornata di ritorno, staccando nettamente tutte le altre squadre del girone.
Andrea Deflorio, con 28 reti, vince facilmente il titolo di capocannoniere della Serie C1, mentre la squadra calabrese segna 65 reti, dodici in più dell'Ascoli che ha il secondo miglior attacco. Anche altri due rossoblù vanno in doppia cifra, Firmino Elia con 13 reti e Rubens Pasino con 10 centri.
Nella Coppa Italia di Serie C i rossoblù vincono il proprio girone di qualificazione superando il Catanzaro, il Messina, il Castrovillari e l'Acireale; qundi superano la Fidelis Andria nei sedicesimi e il Catania negli ottavi, prima di venire eliminati ai quarti dalla Lodigiani.

## Rosa
| N. |                   | Ruolo | Calciatore        |
| -- | ----------------- | ----- | ----------------- |
|    | Italia (bandiera) | D     | Salvatore Aronica |
|    | Italia (bandiera) | D     | Antonio Bocchetti |
|    | Italia (bandiera) | C     | Alfredo Cardinale |
|    | Italia (bandiera) | A     | Andrea Deflorio   |
|    | Italia (bandiera) | A     | Firmino Elia      |
|    | Italia (bandiera) | D     | Alessandro Erra   |
|    | Italia (bandiera) | A     | Andrea Fabbrini   |
|    | Italia (bandiera) | D     | Marcello Ferrara  |
|    | Italia (bandiera) | C     | Jimmy Fialdini    |
|    | Italia (bandiera) | A     | Donato Gatto      |
|    | Italia (bandiera) | C     | Domenico Giampà   |
|    | Italia (bandiera) | C     | Vito Grieco       |

| N. |                    | Ruolo | Calciatore               |
| -- | ------------------ | ----- | ------------------------ |
|    | Italia (bandiera)  | C     | Carmine Leone            |
|    | Italia (bandiera)  | C     | Pier Paolo Lo Gatto      |
|    | Italia (bandiera)  | A     | Giacomo Lorenzini        |
|    | Italia (bandiera)  | D     | Dario Marsala            |
|    | Irlanda (bandiera) | C     | Ronnie O'Brien           |
|    | Italia (bandiera)  | C     | Piero Raffaele Panzanaro |
|    | Italia (bandiera)  | D     | Aniello Parisi           |
|    | Italia (bandiera)  | D     | Giovanni Paschetta       |
|    | Italia (bandiera)  | A     | Rubens Pasino            |
|    | Italia (bandiera)  | D     | Marco Pecorari           |
|    | Italia (bandiera)  | P     | Antonino Piazza          |
|    | Italia (bandiera)  | P     | Generoso Rossi           |

## Risultati

### Serie C1

#### Girone di andata
| Arbitro: | Ardito (Bari) |

|                         |           |                   |
| Bernardi 2’ Moretti 61’ | Marcatori | 37’, 77’ Deflorio |

| Arbitro: | Semeraro (Taranto) |

|                                             |           |                           |
| Pasino 1’, 55’ Deflorio 44’, 73’ Grieco 58’ | Marcatori | 45+1’ Monari 54’ Liverani |

| Arbitro: | S. Ayroldi (Barletta) |

|                                  |           |  |
| Fabbrini 50’ Pasino 59’ Elia 79’ | Marcatori |  |

| Arbitro: | Nigro (Torre del Greco) |

|               |           |                     |
| Di Corcia 69’ | Marcatori | 13’ Elia 27’ Giampà |

| Arbitro: | Benedetti (Vicenza) |

|                       |           |  |
| Lo Gatto 50’ Elia 66’ | Marcatori |  |

| Arbitro: | Ferrari (Roma) |

|               |           |            |
| Trinchera 90’ | Marcatori | 12’ Pasino |

| Arbitro: | Ciampi (Pisa) |

|            |           |                |
| Pasino 89’ | Marcatori | 90’ Pannitteri |

| Arbitro: | Ferone (Terni) |

|             |           |              |
| Bazzani 13’ | Marcatori | 15’ Fialdini |

| Arbitro: | Ioseffi (Siena) |

|               |           |              |
| E. Baggio 34’ | Marcatori | 44’ Fabbrini |

| Arbitro: | Pieri (Genova) |

|          |           |                  |
| Elia 63’ | Marcatori | 22’ De Silvestro |

| Arbitro: | Trefoloni (Siena) |

|  |           |         |
|  | Marcatori | 5’ Elia |

| Arbitro: | Maselli (Luca) |

|              |           |  |
| Deflorio 76’ | Marcatori |  |

| Arbitro: | Dondarini (Finale Emilia) |

|  |           |              |
|  | Marcatori | 80’ Deflorio |

| Arbitro: | Esposito (Trapani) |

|                                  |           |  |
| Grieco 48’ Elia 50’ Fabbrini 88’ | Marcatori |  |

| Arbitro: | P.S. Mazzoleni (Bergamo) |

|            |           |              |
| Di Meo 70’ | Marcatori | 17’ Deflorio |

| Arbitro: | Ambrosino (Torre del Greco) |

|                          |           |  |
| Elia 40’, 57’ Pasino 77’ | Marcatori |  |

| Arbitro: | Ioseffi (Siena) |

|               |           |              |
| Terrevoli 40’ | Marcatori | 45’ Deflorio |

#### Girone di ritorno
| Arbitro: | Belloli (Bergamo) |

|                               |           |              |
| Deflorio 4’, 15’ Fabbrini 79’ | Marcatori | 9’ Bocaccini |

| Arbitro: | P.S. Mazzoleni (Bergamo) |

|               |           |  |
| Battaglia 87’ | Marcatori |  |

| Arbitro: | Pieri (Genova) |

|  |           |                                      |
|  | Marcatori | 43’ Deflorio 71’ Pasino 90’ Fabbrini |

| Arbitro: | Trefoloni (Siena) |

|                                         |           |  |
| Pasino 68’, 93’ Deflorio 74’ Giampà 90’ | Marcatori |  |

| Arbitro: | Giordano (Caltanissetta) |

|  |           |              |
|  | Marcatori | 76’ Deflorio |

| Arbitro: | Carlucci (Molfetta) |

|                   |           |  |
| Deflorio 66’, 73’ | Marcatori |  |

| Arbitro: | Dondarini (Finale Emilia) |

|              |           |                                     |
| Schiavon 66’ | Marcatori | 5’, 39’, 60’ Deflorio 73’ Lorenzini |

| Arbitro: | Cruciani (Pesaro) |

|                         |           |             |
| Fabbrini 41’ Grieco 78’ | Marcatori | 67’ Bazzani |

| Crotone 12 marzo 2000 26ª giornata | Crotone           | 0 – 0 | Ascoli | Stadio Ezio Scida\| Arbitro: \| Trefoloni (Siena) \| |
| Arbitro:                           | Trefoloni (Siena) |       |        |                                                      |

| Arbitro: | Ciampi (Pisa) |

|                             |           |              |
| Matzuzzi 40’ Passiatore 89’ | Marcatori | 54’ Fabbrini |

| Arbitro: | S. Ayroldi (Molfetta) |

|              |           |  |
| Fabbrini 59’ | Marcatori |  |

| Arbitro: | Ioseffi (Siena) |

|           |           |           |
| Marra 33’ | Marcatori | 6’ Grieco |

| Arbitro: | Girardi (San Donà di Piave) |

|                             |           |  |
| Leone 40’ Deflorio 49’, 70’ | Marcatori |  |

| Arbitro: | Ardito (Bari) |

|             |           |              |
| Saurini 79’ | Marcatori | 64’ Deflorio |

| Arbitro: | Palanca (Roma) |

|                        |           |                 |
| Parisi 1’ Deflorio 14’ | Marcatori | 44’, 88’ Fresta |

| Arbitro: | Rizzoli (Bologna) |

|                                          |           |                   |
| Spinelli 31’, 60’ Di Giannatale 35’, 67’ | Marcatori | 50’, 57’ Deflorio |

| Arbitro: | Brighi (Cesena) |

|                                   |           |                        |
| Deflorio 20’, 44’, 74’ Pasino 63’ | Marcatori | 47’ Albino 75’ Ventura |

### Coppa Italia Serie C

#### Fase eliminatoria a gironi
| Arbitro: | Dattilo (Locri) |

|                                |           |  |
| Pasino 61’ (rig.) Fabbrini 76’ | Marcatori |  |

| 25 agosto 1999 2ª giornata |  | – Turno di riposo Crotone |  |  |

| Arbitro: | Giordano (Caltanissetta) |

|                 |           |                   |
| Petruzzelli 76’ | Marcatori | 78’ (rig.) Grieco |

| Arbitro: | Semeraro (Taranto) |

|              |           |  |
| Deflorio 37’ | Marcatori |  |

| Arbitro: | Battaglia (Messina) |

|               |           |                              |
| Calvaresi 31’ | Marcatori | 12’, 33’ Lo Gatto 47’ Grieco |

#### Fase finale
| Arbitro: | Lombardi (Lanciano) |

|                  |           |                        |
| De Leonardis 45’ | Marcatori | 15’ Gatto 80’ Fialdini |

| Arbitro: | Battaglia (Messina) |

|           |           |         |
| Gatto 57’ | Marcatori | 4’ Biso |

| Arbitro: | Semeraro (Taranto) |

|                      |           |                           |
| Bocchetti 40’ (aut.) | Marcatori | 37’ Deflorio 63’ Fabbrini |

| Arbitro: | Carlucci (Molfetta) |

|  |           |                |
|  | Marcatori | 62’ Passiatore |

| Arbitro: | Ardito (Bari) |

|  |           |                          |
|  | Marcatori | 22’ Narcisi 90+1’ Polani |

| Arbitro: | Maselli (Lucca) |

|                                                                                    |           |  |
| M. Mancini 6’ Batti 11’ Zerbini 31’ (rig.), 43’ Lucidi 41’ Polani 77’ Semplice 82’ | Marcatori |  |